# Ibrutinib
O ibrutinibe é uma droga aprovada pelo FDA e no Brasil, pela ANVISA,para tratar diversos tipos de cancro. Foi criado pela empresa Pharmacyclics como um inibidor de BTK (cínase de tirosina de Bruton) presente nos receptores das células B. É um potencial tratamento para alguns tipos de linfomas e mieloma múltiplo, bem como algumas doenças auto-imunes.